# Evarcha pinguis
Evarcha pinguis là một loài nhện trong họ Salticidae.
Loài này thuộc chi Evarcha. Evarcha pinguis được Wanda Wesołowska & Tomasiewicz miêu tả năm 2008.